# Purísima, Jalisco
Purísima är en ort i Mexiko.   Den ligger i kommunen San Juan de los Lagos och delstaten Jalisco, i den centrala delen av landet, 400 km nordväst om huvudstaden Mexico City. Purísima ligger 1 781 meter över havet och antalet invånare är 171.
Terrängen runt Purísima är platt åt nordväst, men åt sydost är den kuperad. Runt Purísima är det glesbefolkat, med 20 invånare per kvadratkilometer. Närmaste större samhälle är San Juan de los Lagos, 7,8 km nordväst om Purísima. I omgivningarna runt Purísima växer huvudsakligen savannskog.